# La Boum 2
La Boum 2, titulada en España e Hispanoamérica Quince años recién cumplidos, es una película francesa de 1982 dirigida por Claude Pinoteau y protagonizada por Sophie Marceau, Claude Brasseur y Brigitte Fossey. Es la secuela de la película de 1980 La Boum, también dirigida por Pinoteau.

## Sinopsis
Vic (Sophie Marceau), de 15 años, aún no tiene novio. Sus padres están felices de nuevo juntos, y su bisabuela Poupette (Denise Grey) piensa en casarse finalmente con su novio de larga data. Vic conoce a Philippe (Pierre Cosso) y se deja llevar por su encanto. Ella considera hacer el amor con él - un paso que su amiga Penélope (Sheila O'Connor) ya ha dado.

## Reparto
- Claude Brasseur es François Beretton.
- Brigitte Fossey es Françoise Beretton.
- Sophie Marceau es Vic Beretton.
- Lambert Wilson es Félix Maréchal.
- Pierre Cosso es Philippe Berthier.
- Alexandre Sterling es Mathieu.
- Sheila O'Connor es Pénélope Fontanet.
- Alexandra Gonin es Samantha Fontanet.
- Denise Grey es Poupette.
- Jean-Philippe Léonard es Stéphane.
- Jean Leuvrais es Portal.
- Claudia Morin es Mme Fontanet.
- Daniel Russo es Etienne.
- Zabou Breitman es Catherine.[3]